# Duoddara Ráffe
Duoddara Ráffe är ett centrum för pitesamisk kultur i Dokmo i Beiarns kommun i regionen och landskapet Salten i Nordland i Norge.
Duoddara Ráffe grundades 2003 för att främja det pitesamiska språket samt den pitesamiska kulturen och identiteten. Det är inrymt i den tidigare länsmansgården ”Heimen” i Dokmo.
Duoddara Ráffe leds av en styrelse med ordförande och en ledamot från norska Sametinget, två ledamöter från pitesamiska föreningar och en ledamot från Beiarns kommun.